# أبو صیبع

ابو سعبا (به عربی: أبو صیبع) در بحرین است که در استان شمالیه واقع شده‌است.